# 莫比尔湾战役
莫比尔湾战役是1864年8月5日在阿拉巴馬州爆發的一場戰役，是南北战争中的一部分。當時聯邦軍海军攻佔美利堅聯盟國位於莫比尔湾的三个堡垒。